# Indiana Sánchez
Indiana María Sánchez Sánchez (Managua, 3 agosto 1987) è una modella nicaraguense, incoronata Miss Nicaragua 2009 il 7 marzo 2009, presso il Ruben Dario National Theater di Managua.

## Biografia
Ha ricevuto la corona dalla Miss Nicaragua uscente, Thelma Rodríguez.
In seguito la Sánchez ha rappresentato il Nicaragua a Miss Universo 2009, che si è tenuto presso l'Atlantis Paradise Island, a Nassau il 23 agosto 2009. Nonostante fosse una delle favorite, non è riuscita a piazzarsi neppure fra le quindici finaliste, limitandosi ad ottenere il secondo posto come miglior costume nazionale. Ha inoltre rappresentato il Nicaragua in occasione di Reina Hispanoamericana 2010, che si è svolto a Santa Cruz, in Bolivia.
Al momento della vittoria di Miss Nicaragua, Indiana Sánchez stava studiando per diventare infermiera, ma ha abbandonato gli studi per dedicarsi allo spettacolo. Nel 2010 ha infatti partecipato al reality show Nuestra Belleza Latina e si è trasferita a Miami per tentare la carriera di attrice.